# Каллиоярви
Каллиоярви — озеро на территории Луусалмского сельского поселения Калевальского района Республики Карелии.

## Общие сведения
Площадь озера — 1,4 км², площадь водосборного бассейна — 16 км². Располагается на высоте 190,9 метров над уровнем моря.
Форма озера лопастная, дугообразная, продолговатая: оно вытянуто с северо-запада на юго-восток. Берега изрезанные, каменисто-песчаные, преимущественно возвышенные.
Из северо-западной оконечности озера вытекает безымянный водоток, впадающий в озеро Охтанъярви, через которое протекает река Охта, впадающая в озеро Пистаярви. Через последнее протекает река Писта, впадающая в озеро Верхнее Куйто.
Код объекта в государственном водном реестре — 02020000811102000004432.